# Anselm Kiefer

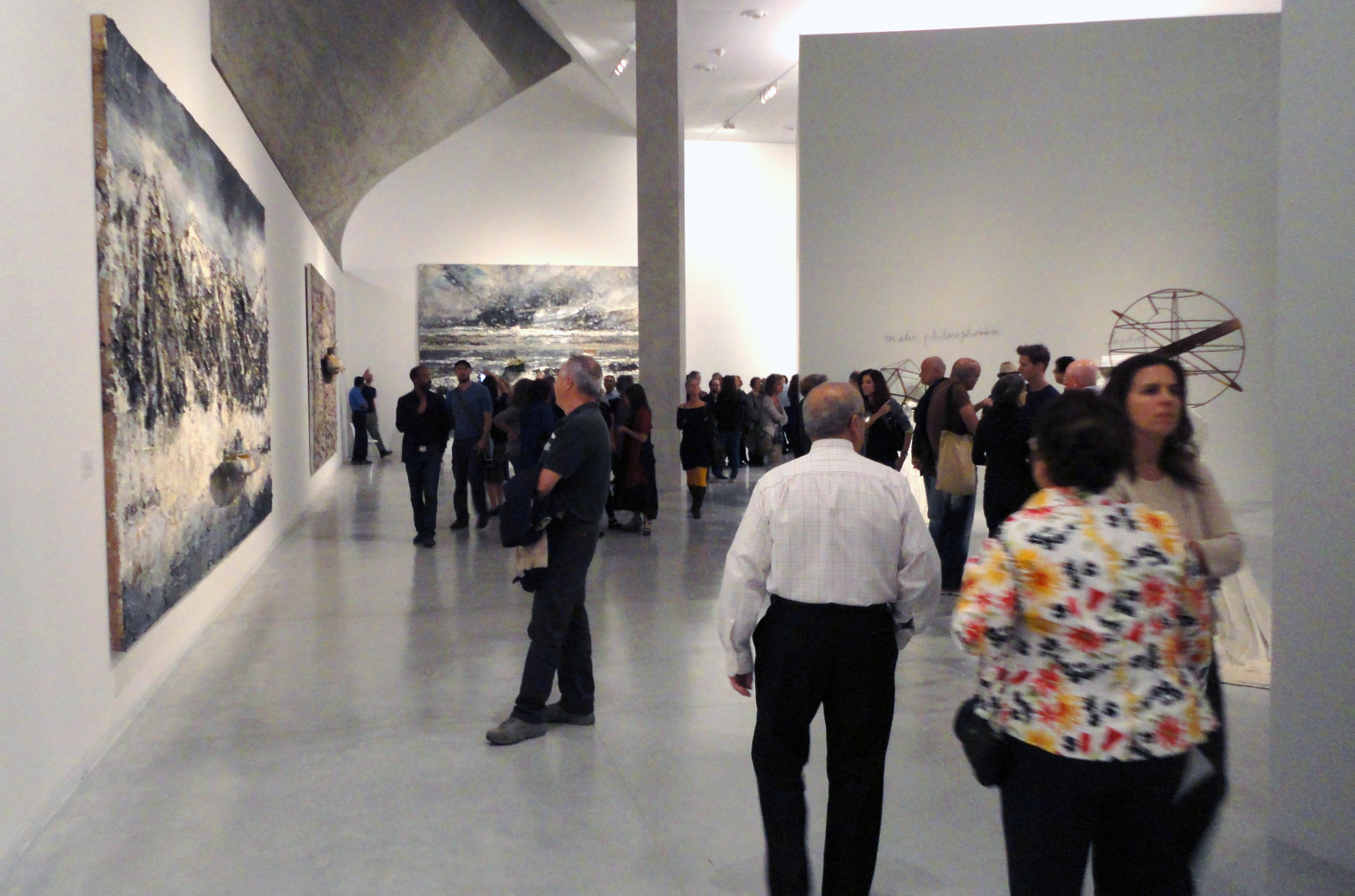
Exibição Anselm Kiefer

Anselm Kiefer (Donaueschingen, 8 de março de 1945) é um pintor e escultor alemão.

## Carreira
Estudou com Peter Dreher e Horst Antes no final da década de 1960. Suas obras incorporam materiais como palha, cinza, argila, chumbo e goma-laca. Os poemas de Paul Celan desempenharam um papel no desenvolvimento dos temas de Kiefer sobre a história alemã e os horrores do Holocausto, assim como os conceitos espirituais da Cabala.
Em toda a sua obra, Kiefer discute com o passado e aborda temas tabus e controversos da história recente. Temas do domínio nazista são particularmente refletidos em seu trabalho; por exemplo, a pintura Margarethe (óleo e palha sobre tela) foi inspirada no conhecido poema de Celan "Todesfuge" ("Fuga da Morte").
Suas obras são caracterizadas por uma vontade inabalável de confrontar o passado sombrio de sua cultura e o potencial não realizado, em obras que muitas vezes são feitas em grande escala de confronto bem adequada aos sujeitos. Também é característico de seu trabalho encontrar assinaturas e nomes de pessoas de importância histórica, figuras lendárias ou lugares históricos. Todos estes são sigilos codificados através dos quais Kiefer procura processar o passado; isso resultou em seu trabalho estar vinculado aos movimentos Novo Simbolismo e Neo-Expressionismo.

Kiefer vive e trabalha na França desde 1992. Desde 2008, vive e trabalha principalmente em Paris. Em 2018, ele recebeu a cidadania austríaca.